# Alfonso Magariños
Alfonso Magariños Sueiro, nascido em Arcos (Cuntis) o 3 de outubro de 1936, é um sociólogo e historiador galego.

## Trajectória
É licenciado em Geografia e História pela Universidade de Santiago de Compostela e em Ciências Sociais e Teologia pela Universidade de Santo Tomé-Roma. Desempenhou os cargos de professor de Sociologia na Escola Universitária de Relações Laborais de Vigo, cidade onde reside desde 1971, e de Geografia e História nos Institutos Politécnicos de Vigo, Guarda, Marín e Mos.
Dedicou à investigação histórica e sociológica, das quais são fruto os diversos ensaios publicados. Também colaborou ocasionalmente na imprensa.

## Obras em galego

### Ensaio
- A Emigração: modernização e mudança social na Galiza Contemporânea (1900-1936), 1999, Laiovento.
- A obra educativa e cultural dos emigrados: Imprensa da Emigração e Sociedades de Instrução na Galiza (1900-1936), 2000, Edições do Castro.
- A demografia na Galiza contemporânea (1900-1936), 2003, Toxosoutos.

### Obras colectivas
- Galiza: conflito e sobrevivência, 1979, Editorial Castrelos.
- O monte comunal na Galiza: uma história de resistência, 1999, A Fouce Edições, A Estrada.

## Obras em castelhano

### Ensaio
- Sacerdotes de ontem: notas históricas para a reflexão de hoje, 1972, Propaganda Popular Católica (Madrid).
- La Iglesia en la Galiza contemporánea: 1931-1936, 1978, Akal, em colaboração com Francisco Carvalho.
- Los gallegos, 1979, Epidauro (Barcelona).